# Всероссийский азербайджанский конгресс
Всероссийский азербайджанский конгресс (ВАК) — общероссийская общественная организация, объединяющая азербайджанскую диаспору Российской Федерации.

## История
Всероссийский азербайджанский конгресс (ВАК) был создан 5 марта 2001 года на учредительном съезде конгресса при поддержке президентов России Владимира Путина и Азербайджана Гейдара Алиева.
4 октября 2001 года в Москве прошёл 1-й съезд Всероссийского азербайджанского конгресса, на котором были рассмотрены основные направления деятельности Конгресса, задачи по становлению и развитию организации.

### Деятельность организации
Среди основных направлений деятельности конгресса стало укрепление российско-азербайджанских торгово-экономических связей. Вопросы экономической деятельности ВАК обсуждались на встрече руководителей организации с президентом Азербайджана Ильхамом Алиевым.
Также Всероссийский азербайджанский конгресс занимался вопросами образования азербайджанцев, проживающих в России, способствовал сохранения языка и повышения образовательного уровня азербайджанцев. Реализовывался комплекс проектов и мероприятий по созданию совместных российско-азербайджанских образовательных учреждений, открытию в Москве и регионах России новых общеобразовательных средних школ с углублённым изучением языка, истории, литературы, культуры Азербайджана, расширению сети воскресных школ, обеспечению социально-правовой защиты студентов-азербайджанцев, обучающихся в России.
Впервые в истории общественных организаций, совместно с Государственной комиссией по приёму студентов Азербайджанской республики и Министерствами образования России и Азербайджана, проведены вступительные экзамены абитуриентов, являющихся гражданами Азербайджана, проживающих в России, для внеконкурсного приёма в российские ВУЗы. Эта работа осуществляется совместно с посольством Азербайджана в России.
Также оказывалась поддержка Московским общеобразовательным школам № 157 с этнокультурным азербайджанским компонентом образования и № 1331 с этнокультурным грузинско-азербайджанским компонентом образования. При непосредственном участии конгресса проводились юбилейные мероприятия и выпускные вечера в этих и других школах. Проводилась просветительская работа со студентами, аспирантами и школьниками, обучающимися в России.
Еженедельно издавалась общественно-политическая, аналитическая газета ВАК «Азербайджанский конгресс», которая распространялась в регионах России.
В октябре 2004 года президент Азербайджана Ильхам Алиев принял участие вместе с президентом России Владимиром Путиным в работе II съезда ВАК.
В 2017 году российская сторона под предлогом не соответствия российскому законодательству отозвала лицензию у организации Всероссийского азербайджанского конгресса, тем самым организация прекратила свою деятельность.

## Задачи организации
Среди задач конгресса — содействие укреплению гражданского мира и межнационального согласия в России, развитию и углублению социально-экономического и культурного сотрудничества России и Азербайджана.
Конгресс занят сохранением культуры, языка, национальной самобытности и традиций азербайджанцев. ВАК содействует широким связям диаспоры с Азербайджаном.
Конгресс оказывает прибывшим в последнее время соотечественникам помощь для адаптации к жизни в России. Организация уделяет внимание проблемам защиты прав и социальных интересов азербайджанцев России, удовлетворению их этнокультурных потребностей.
Среди задач конгресса — сотрудничество с другими диаспорными организациями на территории России, координация деятельности и взаимодействие с международными азербайджанскими организациями.
Основной целью деятельности конгресса была консолидация азербайджанцев с целью формирования мощной дееспособной национальной диаспоры в России, усиление её роли и общественно-политической значимости в российском обществе. 

## Работа в регионах
Для оптимизации работы организации с региональными отделениями и расширения его влияния в регионах было принято решение о создании Окружных советов ВАК при федеральных округах РФ. Такие советы существуют при Приволжском, Уральском, Северо-Западном, Сибирском и Дальневосточном федеральных округах.